# قلعه منصور طالقان
قلعه منصور طالقان مربوط به دوران‌های تاریخی پس از اسلام است و در شهرستان طالقان، روستای هرنج طالقان واقع شده و این اثر در تاریخ ۱۱ شهریور ۱۳۸۲ با شمارهٔ ثبت ۹۹۱۰ به‌عنوان یکی از آثار ملی ایران به ثبت رسیده است.